# Tabernillaia ephialtes
Tabernillaia ephialtes är en fjärilsart som beskrevs av Walsingham 1911. Tabernillaia ephialtes ingår i släktet Tabernillaia och familjen stävmalar. Inga underarter finns listade i Catalogue of Life.